# Запольє (Адамовський район)
Запо́льє (рос. Заполье) — селище у складі Адамовського району Оренбурзької області, Росія.

## Населення
Населення — 71 особа (2010; 88 у 2002).
Національний склад (станом на 2002 рік):
- казахи — 83 %